# Lou Groulié bel esprit
Maniclo ou Lou Groulié bel esprit (ou Suseto e Tribord selon la graphie mistralienne ; Manicla, Lo Grolier bèl-esprit, Suseta e Tribòrd, selon la norme classique) est une œuvre composée par l'écrivain toulonnais Étienne Pélabon et une des principales pièces de théâtre écrites en langue d'oc au XVIIIe siècle. Selon Christian Anatole, Robert Lafont et René Merle, l'édition originale (1789) fut vendue à 12 000 exemplaires.
Cette pièce en deux actes est écrite en alexandrins. Elle est régulièrement ponctuée d'airs ; Frédéric Mistral, dans son introduction de l'édition de 1901 insista pour que Maniclo fût éditée avec les partitions de ces airs ; il précisa même que cette pièce avait une grande importance pour lui et souligna l'avoir vue jouée plusieurs fois dans son enfance

## Critique
Au-delà des éditions qui se sont succédé, cette œuvre et son auteur ont été principalement étudiés par le critique et écrivain provençal René Merle. Ce dernier, en s'appuyant sur un constat de Mistral, tout en l'approfondissant et en l'illustrant par des exemples et contre exemples de la scène provençale de l'époque, analyse le succès du Grolier par le naturel sociolinguistique de l'emploi de l'occitan.

## Personnages
- Maniclo : cordonnier (« manicla » en « classique », qui a donné le français "manique"[4], est le gant que portent les artisans pour se protéger les mains), père de Suseto et père adoptif de Tribord.
- Suseto : fille de Maniclo et fiancée de Tribord.
- Trottoir : marchand fortuné est vieil ami de Maniclo qui vient lui demander la main de sa fille.
- Marroto : servante et confidente de Suseto.

## Synopsis

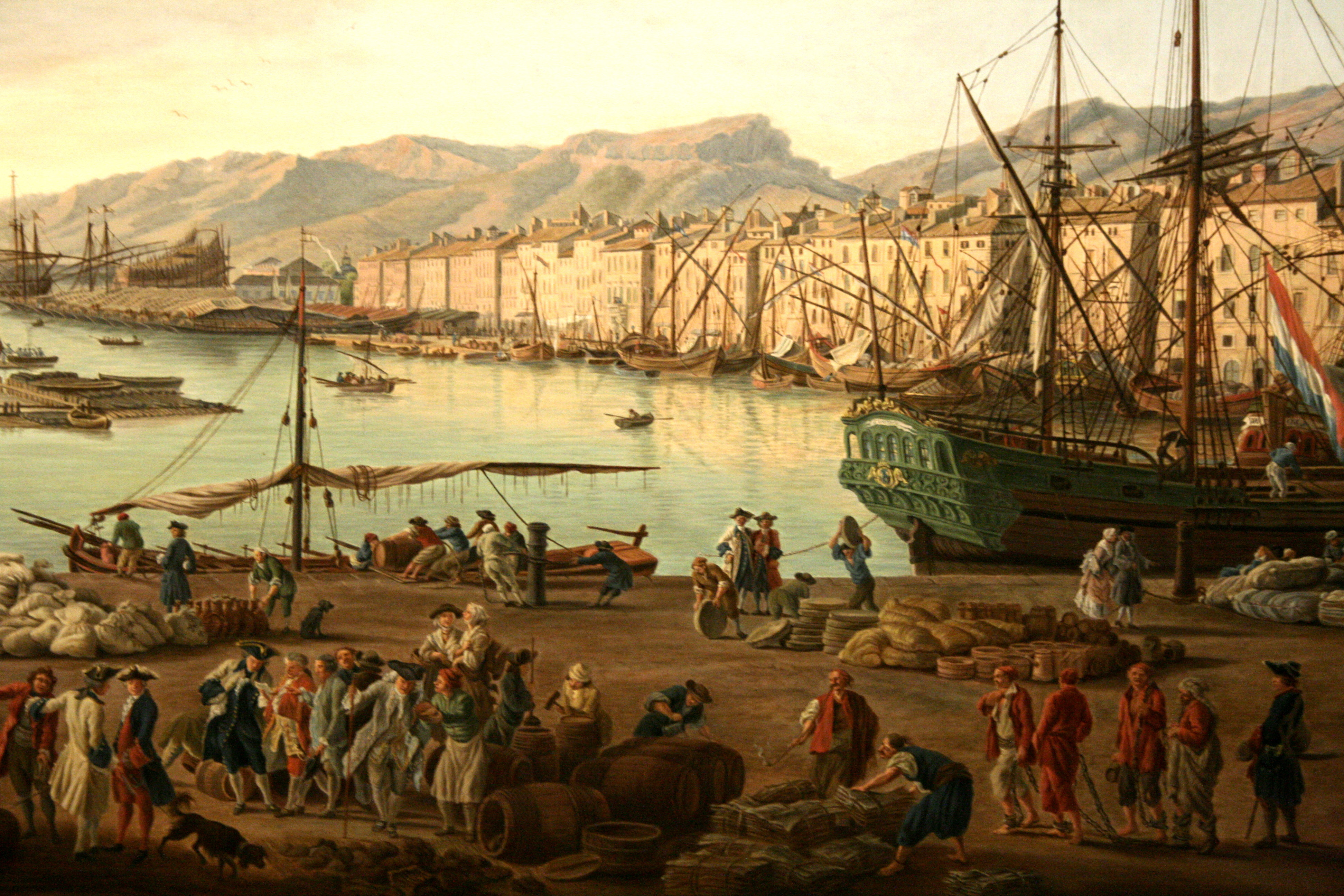
Toulon à l'époque de Maniclo

Maniclo, un cordonnier (un grolier, en provençal) toulonnais, avait initialement promis sa fille Suseto à son fils adoptif, le marin Tribord, qui doit l'épouser à son retour de voyage ; cette promesse est d'autant plus forte qu'elle correspond également au souhait de la défunte mère de Suseto et que les deux jeunes amants son liés d'un amour mutuel et passionné. Néanmoins, devenu syndic de sa corporation, et désormais animé de prétentions sociales et financières plus élevées, Lou Groulié désire rompre cet engagement initial et marier Suseto au marchand fortuné Trottoir. Il essaie donc de faire croire à Suseto que Tribord est mort. Suseto désespère dans un premier temps, elle apprend cependant, par son amie Marroto, le retour de Tribord qui parviendra à intimider Trottoir (qui se rétractera) tout en ménageant l'amour propre de Maniclo.

## Extrait
Acte II, scène V ; Suseto se lamente :
| Provençal (graphie de l'édition de 1793) | Provençal (Norme classique) | Provençal (Graphie mistralienne) | Français |
| --- | --- | --- | --- |
| Et ben qué n’en dirias d’aqu’eou viey casquaveou, Mi voulié fa sa cour, émé soun viei museou. Aquo s’expousavias un hommé d’aquel agé, Foudrie, din quatre jour, li fairé dé poutagé, Li ben cooufa lou lié, quan si voudrié coucha. Et pui toute la nué, l’entendrias tousseilla. Fooudrié, en l’expousan, li servi de chambriero, Cé éro per Tribor, seriou pa la darniero : Ero enquaro pichoun, qué perdé sei paren, Naoutré n’aguerian souin, érian toujour ensen. Pensas ren qu’à jouga, quan sias din lou bas agé, Et d’abor qué sias gran, soungeas leou oou Mariagé. May moun péro tanben, émé tou soun savouar, Mi choousis un mari qué és la mita mouar ; Qu’a pa may dé vigour qu’uno poulo bagnado ; Cé voulié mi fourça, seriou ben attrapado. Cé voou ren escouta, puleou de counsenti, Avan de l’espousa, aimariou may mouri. | E! ben, que ne'n diriatz d’aquèu vièlh cascavèu, Mi voliá far la cort embé son laid musèu. Aquò s’esposaviatz un òme d’aquel atge! Faudriá dins quatre jorns li faire de potatge, Li ben caufar lo liech quand se vorriá cochar, E, puei, tota la nuech l’entendre tossejar. En l’esposant, faudriá li servir de chambrièra... Ah! s’èra per Tribòrd seriáu pas la darnièra... Èra encara pichon quand perdèt sei parents : Nautrei n’agueriam sonh ; eriam totjorn ensems. Pensatz ren qu’a jugar quand siatz dins lo bas atge ; E d’abòrd que siatz grand sonjatz lèu au mariage. Mai, mon paire, tanben, embé tot son savoir Mi chausís un marit que n’es la mitat mòrt, Qu’a pas mai de vigor qu’una pola banhada. Se voliá mi forçar, sariáu ben agantada. Se vòu ren escotar, puslèu de consentir, Avans de l’esposar n’aimariáu mielhs morir | Eh! bèn, que n’en dirias d’aquéu vièi cascavèu, Mi voulié fa la court emé soun laid musèu. Acò s’espousavias un ome d’aquel iàgi! Faudrié dins quatre jou li faire de poutàgi, Li bèn caufa lou lié quand si vourrié coucha, E, puei, touto la nue l’entèndre tussiha. En l’espousant, faudrié li servi de chambriero... Ah! s’èro pèr Tribord sariéu pas la darriero... Ero encaro pichoun quand perdè sei parènt: Nàutrei n’aguerian souin; erian toujour ensèn. Pensas rèn qu’à juga quand sias dins lou bas iàgi; E d’abord que sias grand sounjas lèu au mariàgi. Mai, moun paire, tambèn, emé tout soun savouar Mi chausis un marit que n’es la mita mouart, Qu’a pas mai de vigour qu’uno poulo bagnado. Se voulié mi fourça, sariéu bèn agantado. Se vòu rèn escouta, pulèu de counsenti, A vans de l’espousa n’aimariéu miés mouri | Eh bien qu'en diriez-vous de cet vieux grelot, Me voulait faire la cour avec son laid museau. Épouser un homme de cet âge, Il faudrait sous quatre jours, lui faire du potage, Bien lui chauffer le lit, quand il voudra se coucher. Et puis, toute la nuit l'entendre tousser. Il faudrait, en l'épousant, lui servir de chambrière, Si c'était pour Tribord je ne serais pas la dernière : Il était encore petit, qu'il perdit ses parents : nous autres en eûmes soin ; nous étions toujours ensemble. On pense seulement a jouer quand on est dans le plus bas âge ; alors qu'une fois grand vous ne pensez plus qu'au mariage. Mais, mon père, aussi, avec tout son savoir me choisit un mari qui est à moitié mort, qui n'a pas davantage de vigueur qu'un poule trempée. S'il me voulait forcer, je serais bien attrapée. S'il ne veut rien entendre, plutôt que de consentir, avant de l'épouser j'aimerais mieux mourir |

## Partitions des airs

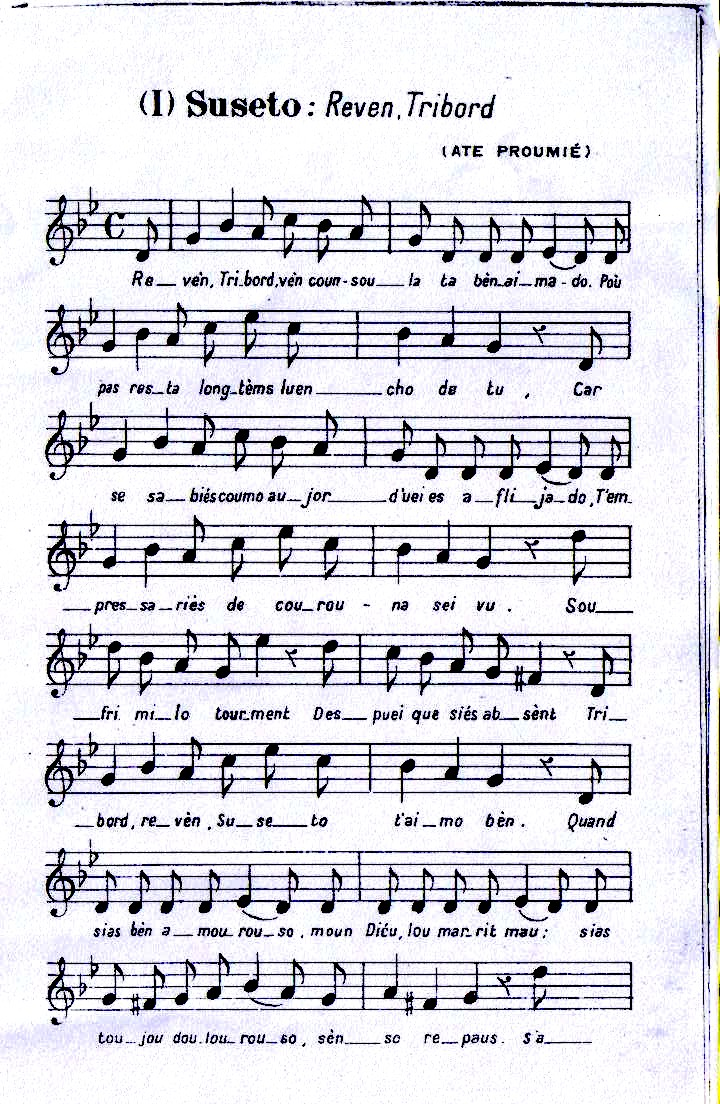
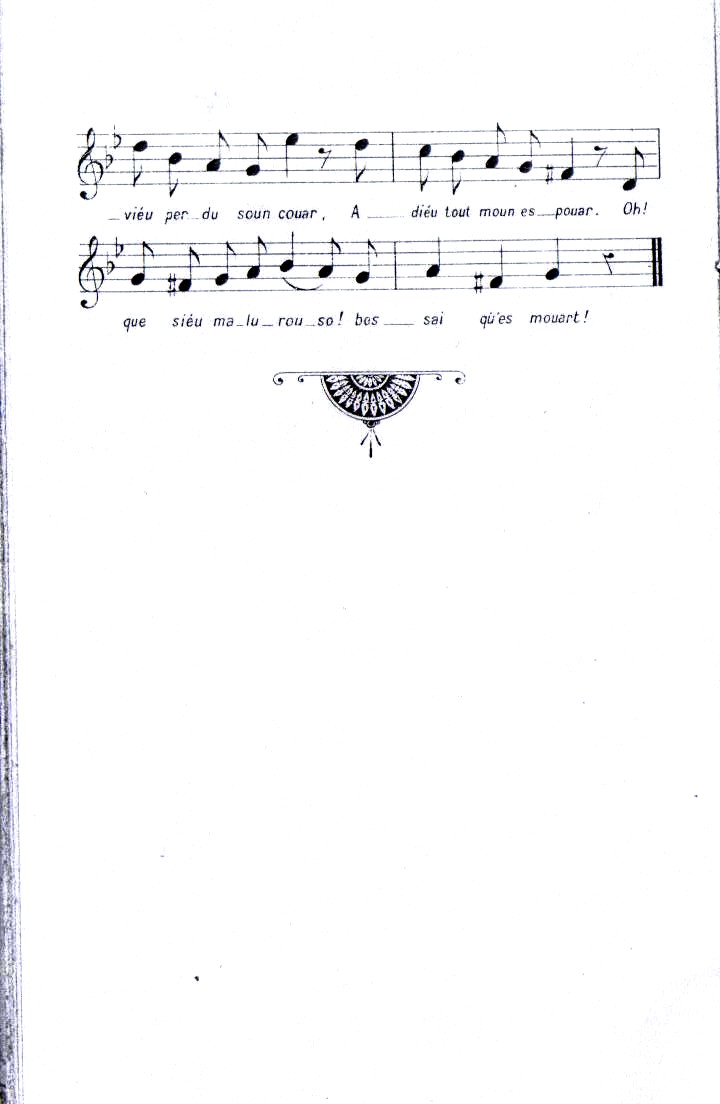
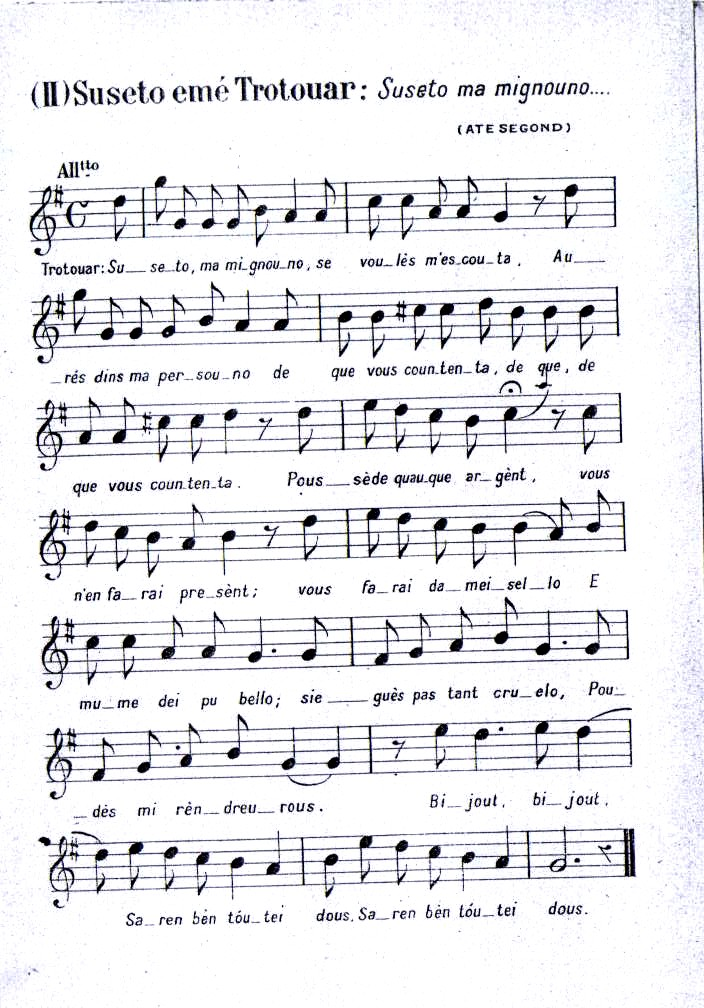
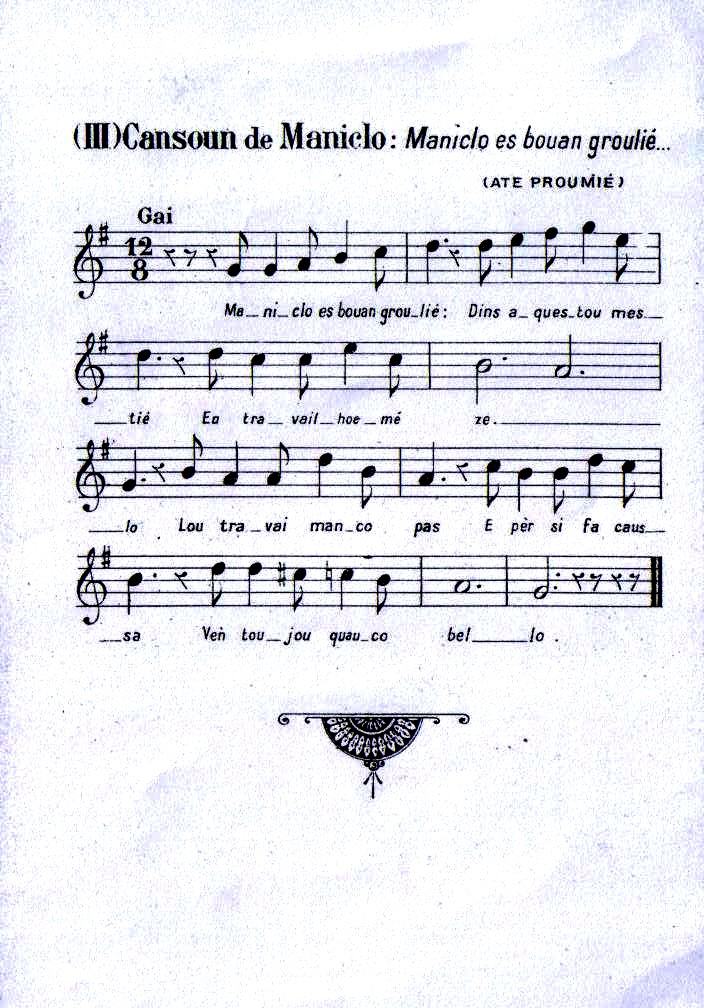
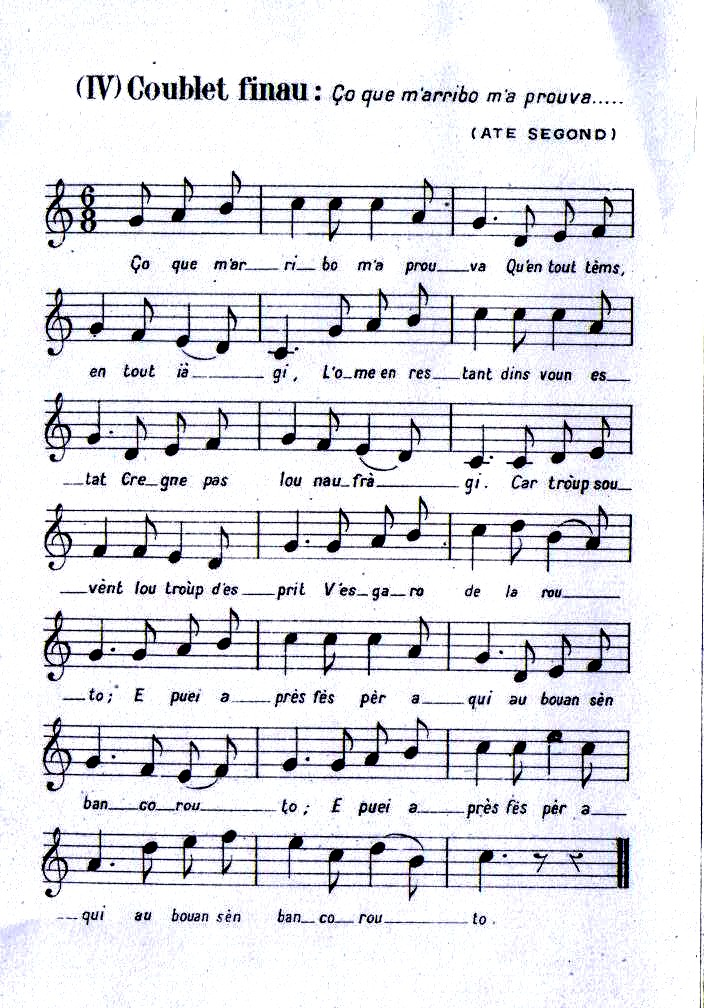

## Éditions

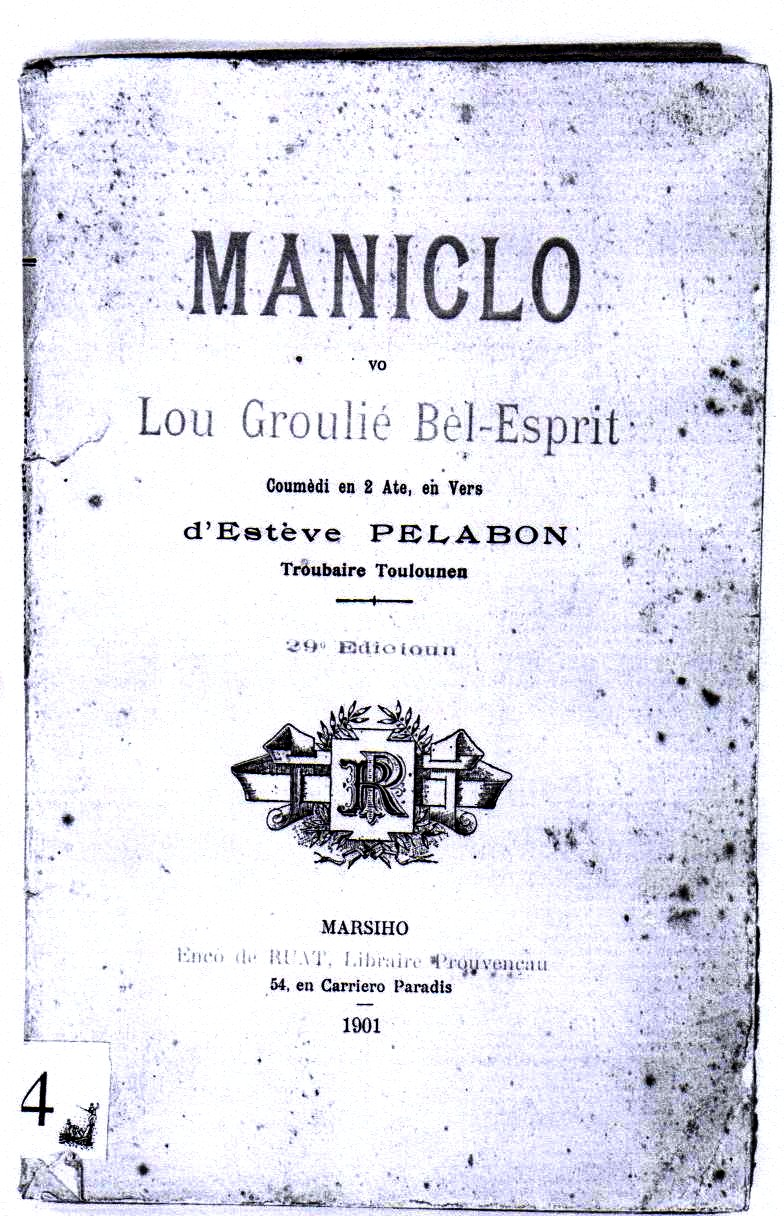
Édition de 1901 en graphie mistralienne